# Odprto prvenstvo Anglije 1981
Odprto prvenstvo Anglije 1981 je teniški turnir za Grand Slam, ki je med 22. junijem in 4. julijem 1981 potekal v Londonu.

## Moški posamično
John McEnroe  :  Björn Borg 4-6 7-6 7-6 6-4

## Ženske posamično
Chris Evert Lloyd :  Hana Mandlíková 6-2 6-2

## Moške dvojice
Peter Fleming /  John McEnroe :  Robert Lutz /  Stan Smith 6-4 6-4 6-4

## Ženske dvojice
Martina Navratilova /  Pam Shriver :  Kathy Jordan /  Anne Smith 6-3 7-6(8-6)

## Mešane dvojice
Frew McMillan /  Betty Stove :  John Austin /  Tracy Austin 4-6 7-6(7-2) 6-3